# Trebula Balliensis
Trebula Balliensis è un antico sito già abitato in età preromana corrispondente all'odierna Treglia, frazione del comune di Pontelatone, in provincia di Caserta.

## Storia
Nel IX secolo a.C., prima della fondazione di Roma, sorse il primo nucleo abitato di Trebula; si ritiene fosse opera degli Osci, una popolazione indoeuropea che intorno al XII secolo a.C. si era stanziata nell'Italia meridionale.
Più tardi, intorno al VI secolo a.C., i Sanniti Caudini occuparono Trebula che rimase sannita fino a quando, dopo la sconfitta di Pirro, molti centri furono costretti ad allearsi con Roma: fu così che Trebula diventò "civitas foederata".
Trebula, che durante la seconda guerra punica, aveva preso le parti di Annibale insieme a Capua e ad altri centri campani, sarebbe stata riconquistata da Quinto Fabio Massimo nel 215 a.C. (Liv. XXIII, 39, 6) e divenne municipium probabilmente solo dopo la guerra sociale: comunque un'iscrizione in lingua sannitica dimostra che aveva un proprio ordinamento autonomo anche dopo l'invasione annibalica.
Il nome Trebula, diffuso in area italica, è accompagnato dell'attributo di Balliensis o Balliniensis, che la distingue da altre due città antiche omonime, Trebula Mutuesca in Sabina – non lontano dall'attuale Monteleone Sabino – e Trebula Suffenas, l'attuale Ciciliano, nei pressi di Tivoli; l'attributo, non menzionato da Tolomeo (Ptol. III 1, 59),  è invece riportato da Plinio il Vecchio (Nat. Hist. III 64, Trebulani cognomine Ballienses), ma le due varianti potrebbero essere dovute solamente a diverse tradizioni dei codici.

## Il sito archeologico
L'area archeologica ricade nell'attuale Treglia (frazione del comune di Pontelatone), ubicata fra i Monti Trebulani e, più esattamente, nella parte centrale del massiccio del Monte Maggiore. Buona parte del territorio di Treglia è montuoso e variamente accidentato, con pochissime aree pianeggianti; l'abitato moderno è attraversato, con decorso longitudinale, dal torrente Rio Maltempo, che raccoglie le acque provenienti da diversi ruscelli montani che vi affluiscono.

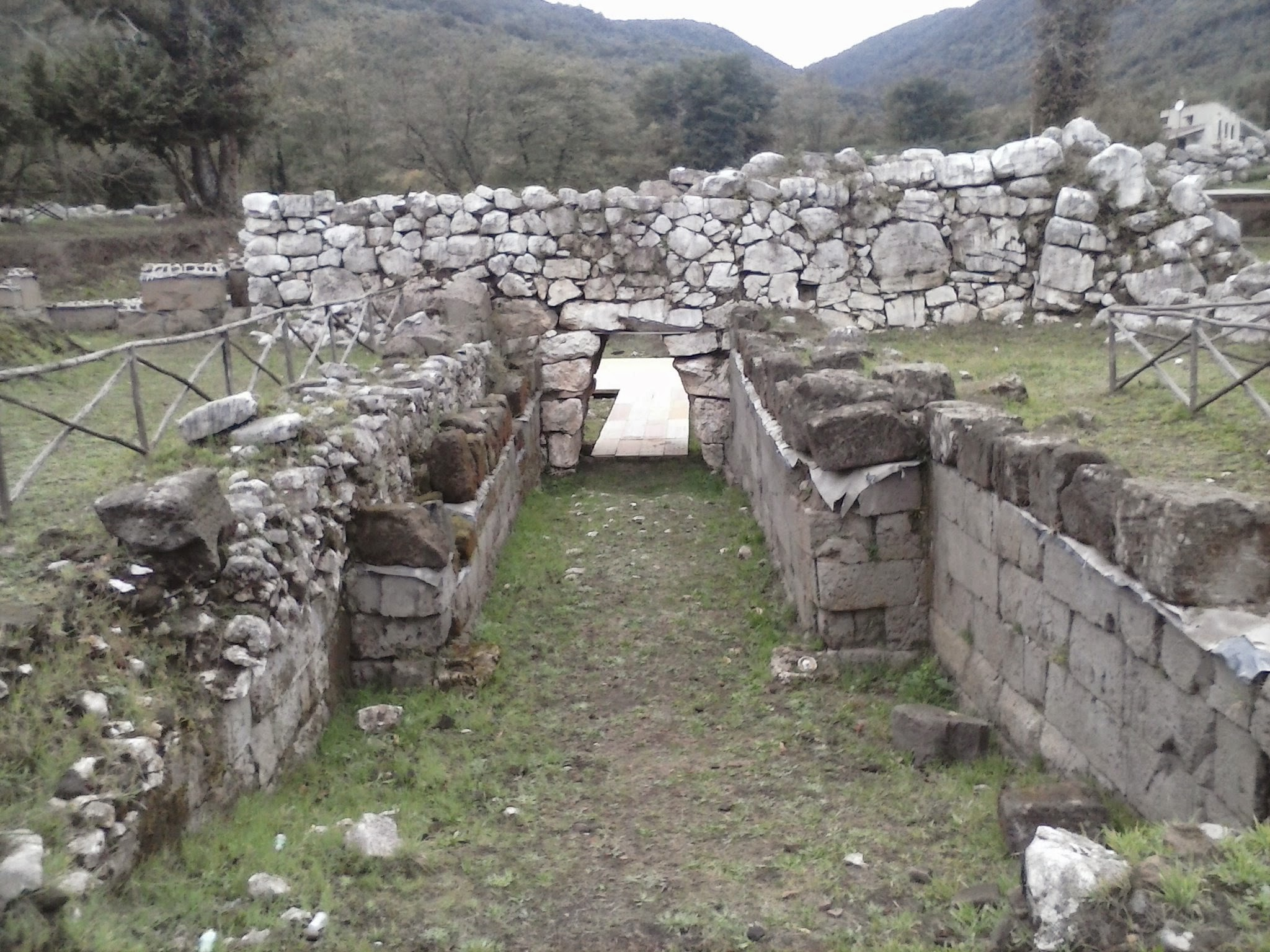
Porta megalitica scavata nel 2007

L'abitato antico si estendeva a nord-est di quello moderno e si articolava in due nuclei principali: l'acropoli sul colle Monticelli (477 m) ed il sottostante abitato sannitico-romano sul pianoro denominato La Corte, entrambi delimitati dall‘imponente cinta muraria sannitica, all'interno della quale si è poi sviluppata, a partire dal II secolo a.C., la città romana. Nell'area sud-occidentale vi sono i resti del teatro, scavato nel secolo scorso, nei cui pressi sono state a più riprese rinvenute statue ed iscrizioni pubbliche (in parte conservate al Museo Campano di Capua), così da indurre a ipotizzare, probabilmente a ragione, che in questa zona centrale della città antica si trovasse anche il foro. In realtà, non sono mancate iniziative di indagine della città antica - già nel Settecento, quando l'ambasciatore inglese a Napoli William Hamilton vi condusse nel 1758 e nel 1766 due campagne di scavo, e poi alla fine dell'Ottocento, quando vennero indagati il teatro e parte di un acquedotto. Inoltre, nel 1976, uno scavo di emergenza condotto al centro dell'abitato antico ha portato in luce le terme pubbliche, probabilmente da identificare con le 'terme costantiniane' menzionate da un'iscrizione.
Nell'anno 2007 è infine iniziato uno scavo archeologico di valorizzazione su iniziativa del Comune di Pontelatone e con fondi europei del Piano Integrato Territoriale (PIT) Direttrice Monti Trebulani Matese, redatto, per la componente archeologica, da Domenico Caiazza e concertato tra Soprintendenza Archeologica, Provincia di Caserta e Regione Campania, che ha consentito di scoprire e scavare la grande porta megalitica occidentale del tipo "a tenaglia esterna e corridoio interno",  forse la più grande d'Europa di tale tipologia. È stata anche scavata una grande tomba a camera semipogea, forse la stessa saccheggiata da Hamilton. Sono state restaurate le terme e ne sono stati scoperti nuovi vani, oltre a due strade basolate adiacenti. Sono state indagate anche numerose tombe di età imperiale ed alcune sannitiche con ricchi corredi. Infine è stata posta in luce anche una fornace preromana obliterata dalla costruzione delle mura.